# Путинская алия
«Пу́тинская алия́» — условное название волны репатриации (алии) в Израиль из России, начавшейся в 2010-х годах. Последовала после «Большой алии» («колбасной алии») 1990-х. Другие названия — «качественная», «сырная», «гуманитарная».
Название «сырная алия» связано с российским эмбарго на молочные продукты, а также в противовес «колбасной алие» — одно из названий алии 1990-х.
Волну алии связывают, среди прочего, со сворачиванием демократических институтов и сложностями в экономике России. Репатрианты из России являются самой крупной волной репатриантов в XXI веке, причём их число возросло после аннексии Крыма Россией в 2014 году; главной причиной для переезда эмигранты из России называют ощущение того, что их страна становится все менее свободной. Сопутствующими причинами для переезда становятся экономическая ситуация в России и уровень преступности.
После начала вторжения России на Украину более 60 тысяч евреев решили уехать из России, причем Израиль открыл упрощённый порядок иммиграции для граждан Украины, России и Беларуси. Согласно данным Jpost, только в январе 2023 года в Израиль репатриировались 6,180 человек из постсоветского пространства. Абсолютное большинство из них (5,500) — из России. Это на 637 % больше, чем в январе 2022 года — за месяц до начала полномасштабного вторжения России в Украину. Другими словами, можно констатировать продолжающийся массовый исход евреев из России. Условное название волны репатриации в Израиль в 2022—2023 годы — «тыквенная алия», или «военная алия». 
Репатрианты из России
| Годы             | Количество |
| ---------------- | ---------- |
| 2010—2019        | 66,8 тыс.  |
| 2020             | 6,6 тыс.   |
| 2021             | 21 тыс.    |
| 2022             | 37,4 тыс.  |
| январь-июнь 2023 | 22,8 тыс.  |

Согласно данным российской переписи населения, проходившей в 2021 году, евреями себя назвали 82 644 человека, однако национальные организации считают эти данные не соответствующими действительности. По их подсчетам, численность россиян, имеющих еврейское происхождение, достигает более 1 млн.